# Inland (Nebraska)
Inland ist ein census-designated place (CDP) im Clay County im Süden von Nebraska, Vereinigte Staaten, mit 58 Einwohnern (Stand: 2020).

## Geschichte
Inland wurde circa 1878 gegründet. Das Postamt eröffnete 1879.

## Geografie
Der Ort liegt im Nordwesten des Countys. Die nächstgelegene größere Stadt ist Hastings (12 km westlich).

## Verkehr
Der Ort ist vom Süden über den U.S. Highway 6 zu erreichen, der in unmittelbarer Nähe vorbeiführt.
Der nächstgelegene Flugplatz ist der Hastings Municipal Airport.